# Eric Fongué
Eric Etienne Fongué (* 25. Februar 1991 in Zürich) ist ein Schweizer Basketballspieler.

## Laufbahn
Der aus Dietikon kommende Fongué, dessen Vater aus Kamerun stammt, erhielt seine Basketballausbildung bei BC KS Limmattal und GC Zürich Basketball. Zuvor hatte er beim HC Dietikon-Urdorf Handball gespielt. In der Saison 2008/09 gab er bei den GC Wildcats seinen Einstand in der Nationalliga B und setzte seine Basketball-Ausbildung ab Sommer 2009 in der spanischen Canarias Basketball Academy fort, wo er ein Jahr blieb, gefolgt von einem kurzen Halt beim deutschen Klub BG 74 Göttingen, ehe er zu den GC Wildcats zurückkehrte, die im Spieljahr 2010/11 mittlerweile in der Nationalliga A an den Start gingen. „In athletischer Sicht war er eines der grössten Talente, das je in Zürich trainiert hat“, wurde Zürichs Trainer Riet Lareida im November 2011 vom Tages-Anzeiger zitiert.
Zur Saison 2011/12 wechselte der 1,97 Meter grosse Flügelspieler in den Vereinigten Staaten an die Western Washington University (zweite NCAA-Division) nach Bellingham bei Seattle. Dort nahm er am Training teil, wurde jedoch in keinem Spiel eingesetzt. Fongué wechselte die Hochschule und gehörte von 2012 bis 2014 zur Mannschaft des ebenfalls in Bellingham gelegenen Whatcom Community College. In seinem zweiten Jahr dort (Saison 2013/14) erzielte er im Schnitt 11,4 Punkte und 5,7 Rebounds pro Begegnung, zur Saison 2014/15 wechselte er an die University of Alaska Fairbanks (zweite NCAA-Division). Für die Mannschaft lief er während des Spieljahres 2014/15 in 26 Partien auf und verbuchte durchschnittlich 6,8 Punkte sowie 4,0 Rebounds je Begegnung.
Fongué ging nach vier Jahren in den Vereinigten Staaten in sein Heimatland zurück und schloss sich dem Nationalligisten Fribourg Olympic an, mit dem er 2016 Staatsmeister wurde. Aus Verletzungsgründen bestritt er in der Saison 2016/17 lediglich zehn NLA-Spiele, in der Sommerpause 2017 wurde er von Fribourgs NLA-Konkurrent Union Neuchâtel verpflichtet. Ebenfalls verletzungsbedingt kam Fongué allerdings für Union nicht zum Einsatz und wechselte im Januar 2018 zum BBC Monthey, für den er bis zum Ende der Saison 2017/18 noch elf Partien bestritt.
Anfang Juli 2018 nahm ihn der NLA-Verein Vevey Riviera Basket unter Vertrag. Im Sommer 2019 wurde er von Basket-Club Boncourt verpflichtet. Zur Saison 2021/22 wechselte er von Boncourt nach Island zum Erstligisten Thor AK Akureyri. Für die Mannschaft erzielte er in 17 Einsätzen im Mittel 10,7 Punkte und schloss sich im Laufe des Spieljahres 2021/22 dem belgischen Zweitligisten Basket SKT Ieper an.
Nachdem er in Folge der Saison 2021/22 einige Monate vereinslos war, wurde er im November 2022 vom Nationalligisten BBC Nyon als Neuzugang vermeldet. Zum Spieljahr 2023/24 wechselte Fongué zu Fyllingen BBK nach Norwegen. Mit der Mannschaft wurde er als Kapitän 2024 norwegischer Meister und Pokalsieger. In der Saison 2024/25 wurden beide Erfolge wiederholt.

### Nationalmannschaft
Fongué nahm 2010 und 2011 mit der U20-Nationalmannschaft der Schweiz an B-Europameisterschaftsturnieren teil, 2017 lief er im Trikot der A-Nationalmannschaft während der EM-Qualifikation auf.

## Familie
Eric Fongué ist der Bruder des Sprinters Rolf Fongué und des Handballers Thierry Fongué.